# Płaszczek ząbkowany
Płaszczek ząbkowany (Dacryobolus sudans (Alb. & Schwein.) Fr.) – gatunek grzybów z rodziny Dacryobolaceae.

## Systematyka i nazewnictwo
Pozycja w klasyfikacji według Index Fungorum: Dacryobolus, Dacryobolaceae, Polyporales, Incertae sedis, Agaricomycetes, Agaricomycotina, Basidiomycota, Fungi.
Po raz pierwszy opisali go w 1805 r. Johannes Baptista von Albertini i Lewis David von Schweinitz, nadając mu nazwę Hydnum sudans. W 1849 r. Elias Fries przeniósł go do rodzaju Dacryobolus. Ma 10 synonimów.
Polską nazwę zaproponował Władysław Wojewoda w 1999 r.

## Morfologia
Grzyb kortycjoidalny o owocniku jednorocznym, rozpostartym, osiągającym szerokość kilku cm. Powierzchnia hymenialna brodawkowata, kremowa do jasnożółtej; brodawki cylindryczne lub stożkowate, wydzielające kroplę lepkiej, bursztynowej cieczy, która po wyschnięciu tworzy żywiczną kulkę, często odrywającą się i pozostawiającą mały krater na wierzchołku zęba.
System strzępkowy monomityczny; strzępki podrzędne cienkie do grubościennych, guzkowo-septowane, o średnicy 1,5–5 µm. Cystydy 70–90 × 3–6 µm, cienkościenne, guzkowo-septowane, z jedną lub wieloma przewgrodami, skupione na wierzchołkach brodawek. Podstawki wąsko maczugowate do cylindrycznych, 4-sterygmowe, 20-25 × 3-3,5 µm, ze sprzążką bazalną. Bazydiospory 5–7 × 1–1,5 µm, wąsko alantoidalne, bezbarwne, gładkie, ujemne w odczynniku Melzera.

## Występowanie i siedlisko
Występuje na wszystkich kontynentach, także w Antarktyce. W Polsce w 2003 r. W. Wojewoda przytoczył 5 stanowisk, w późniejszych latach podano wiele następnych, aktualne stanowiska podaje także internetowy atlas grzybów. Znajduje się w nim na liście gatunków zagrożonych i wartych objęcia ochroną. Na Czerwonej liście roślin i grzybów Polski ma status E – gatunek wymierający, którego przeżycie jest mało prawdopodobne, jeśli nadal będą działać czynniki zagrożenia.
Nadrzewny grzyb saprotroficzny. Występuje w lasach na martwym drewnie drzew liściastych i iglastych i powoduje zgniliznę brunatną drewna.